# ジャニーズアイランド
株式会社ジャニーズアイランド (Johnnys' Island) は、日本のエンターテインメント企業でSMILE-UP.（旧ジャニーズ事務所）の完全子会社。旧ジャニーズ事務所の社名変更に伴い、2023年11月に社名を株式会社Annexに変更した。
主にJr.のプロデュースを行っている。同社の代表取締役社長は井ノ原快彦だったが、2024年3月末に辞任したと報じられている

## 概要
ジャニーズ事務所の完全子会社として、2019年1月15日に設立。2018年9月10日付でタッキー&翼を解散し、2018年末をもって芸能活動からも引退、タレントの育成・プロデュースに専念すると発表していた滝沢秀明が社長となり、ジャニーズ事務所社長のジャニー喜多川は会長に就任した。
主にジャニーズJr.の舞台やライブなどのプロデュース、新人の発掘・育成などを行う。
2019年3月1日18時、ジャニーズJr.公式エンタメサイト「ISLAND TV」を開設。当時はジャニーズ事務所のCDデビュー済みアーティストがほとんど行っていないインターネット動画配信を本格的にスタートさせた。
2019年5月30日、西武渋谷店 B館（東京都渋谷区）に「Johnnys' ISLAND STORE（ジャニーズアイランドストア）」を開店。これは従来のジャニーズショップとは別に、ジャニーズJr.のみの店舗としてオープンさせたもの。
2019年7月20日、オンラインショップ「Johnnys' ISLAND STORE ONLINE」を開設。
映像・音楽・書籍等のレーベルとしては、ジェイ・ストーム（後のストームレーベルズ）内に設立された「JI Label」(ジェー・アイ・レーベル)に運営される。
2022年9月26日付で滝沢秀明が社長を退任し、後任として20th Century・井ノ原快彦が就任した。
2023年11月17日、社名を「株式会社ジャニーズアイランド」から「株式会社Annex」へと変更したことがこの日までにSMILE-UP.の公式サイトにて発表された。
2024年6月は会社閉鎖に向けた事務処理が行われていると報道されている。